# Lucien Tshimpumpu Wa Tshimpumpu
Lucien Tshimpumpu Wa Tshimpumpu, né le 27 juin 1941 à Kamina et mort le 25 août 2005 à Kinshasa, est un journaliste sportif et un homme politique de la République démocratique du Congo.

## Biographie
Né à Kamina, Lucien Tshimpumpu Wa Tshimpumpu  déménage très jeune avec sa famille à Lubumbashi où il grandit. Dès l'âge de 15 ans, Tshimpumpu devient journaliste au journal Le Katanga. Il fait partie des Troubadours du Roi Baudouin, se produisant notamment à l'Exposition universelle de 1958. En 1960, il travaille à la radio comme correspondant de La Voix du Katanga.
Il fonde  l'Union des journalistes sportifs du Congo en 1968 à Kinshasa et l'Union des journalistes sportifs africains en 1970 à Khartoum ; il préside les deux entités. Il est également le vice-président de l'Association internationale de la presse sportive africaine de 1973 à 1977. 
Correspondant de Radio France internationale, collaborateur du journal ivoirien Fraternité Matin et ancien chroniqueur d'Afrique Football, il est aussi l'éditeur du journal sportif congolais Masano et PDG du magazine panafricain Le sport africain.
En 1985, il est nommé vice-ministre puis ministre du Sport et de la Détente.
Il est président du Comité national olympique zaïrois de 1985 à 1987.
Il meurt à Kinshasa le 25 août 2015, laissant derrière lui une femme épousée en Guinée et deux filles dont l'une, Lili Tshimpumpu, a été responsable du football féminin de la République démocratique du Congo.